# Narimene Madani
Pour les articles homonymes, voir Madani.
Narimene Madani (née le 12 mars 1984 à Béjaïa) est une joueuse algérienne de volley-ball.

## Club
- club actuel : 
  -  MB Béjaïa (Algérie)

- clubs précédents: 
  -  VC Harnes (France)
  -  NC Béjaïa (Algérie)
  -  MB Béjaïa (Algérie)

## Palmarès
- Championnat d'Afrique (1)
  - Vainqueur : 2009